# 말랑희
김진경(Kim Jin-Kyung, 1987년)은 대한민국의 현대미술 화가 작가이다. 그녀는   “한국 작가”의 선구자로 불린다. 그의 대표작은 <나의꿈>, 연작 <거울속공간> <꽃소리> 등이다. 해당 2023년 공모당선 수상했다. 그의 작품은 동화, 순수한 맑은  스토리의 이야기를 모티프로 하고 있다.
또한 그는 캐릭터 말랑희에 교육 문제, 인권 문제 등의 현실의 민감한 사회 이슈들을 담아냈다. 
그녀는 동화같은 맑은 스토리의 세계를 그려낸다

## 참고
작가 말랑희
1. ↑  “Jin-Kyung Kim: Korea ⋆ Author”. 《Bookbird: A Journal of International Children's Literature》.
2. ↑  “말랑희 작가”. 《시사매거진》.